# Krytonosek skalny
Krytonosek skalny (Scytalopus petrophilus) – gatunek małego ptaka z rodziny krytonosowatych (Rhinocryptidae), opisany po raz pierwszy w roku 2010. Występuje na terenie stanu Minas Gerais w Brazylii. Nie jest zagrożony wyginięciem.

## Taksonomia i odkrycie
Holotyp zebrano 17 sierpnia 2004 roku w gminie Caeté (Minas Gerais, wschodnia Brazylia). Był to dorosły samiec. Zebrano również liczne paratypy, data zebrania między 1999 a 2004 rokiem. Nazwa gatunkowa petrophilus oznacza z greckiego kochający skały (petros – skała, philia – miłość). Nie wyróżnia się podgatunków.

## Morfologia
Osobniki dorosłe są łatwo rozróżnialne od krytonosków śniadych (S. speluncae) (także spotykanych w Minas Gerais). Kantarek, broda, pokrywy uszne oraz gardło szare. Pierś w dwóch odcieniach szarości. Brzuch jasnoszary, miejscami białawy. Wierzch głowy i ciała, skrzydła oraz sterówki ciemnoszare. Boki ciała i pokrywy ogonowe od żółtawych po żółtobrązowe z czarnymi paskami. Dziób czarny z szarym zakończeniem, nogi i stopy brązowawe, tęczówki ciemnobrązowe. Obecne 12 sterówek. Masa ciała dla holotypu wynosi 15 g.

### Wymiary
Wymiary podane zostały w milimetrach.
|                        | Dziób     | Skrzydło  | Ogon    | Skok    |
| ---------------------- | --------- | --------- | ------- | ------- |
| Scytalopus petrophilus | 10,6–12,4 | 48,6–53,4 | 42–50,1 | 18,6–21 |

## Ekologia
Osobniki zebrane między sierpniem a wczesnym grudniem posiadały dobrze rozwinięte jądra i jajniki, co świadczy o występowaniu okresu lęgowego w tych miesiącach. Osobniki młodociane napotykane były w lutym i marcu. Osobniki zebrane w lutym wykazywały bardzo widoczne oznaki pierzenia.

### Biotop
Zasiedla różne typy środowiska, od lasów po otwarte zarośla i górskie sawanny (ekoregion Capos Rupetres). Typowymi dla tego środowiska roślinami są przedstawiciele rodzajów Echmea, Baccharis, Chusquea, Hololepis, Huperzia, Laelia, Lychnophora, Nematanthus, Paepalanthus, Sinningia, Stachytarpheta, Vellozia i Zygopetalum. Na niższych partiach zasięgu spotykany w lasach o karłowatych drzewach oraz w lasach mglistych. W tym typie biotopu spotykane są rośliny z rodzajów Begonia, Drymis, Eremanthus, Ilex, Miconia, Neoregelia, Nidularium, Podocarpus, Schefflera, Sophronites, Tibouchina, Tillandsia oraz Vriesea. Zasiedla również tereny wylesione lub po pożarach, na których spotykane są inwazyjne gatunki roślin, jak na przykład paproć Pteridium aquilinum.

## Status
IUCN od 2016 roku uznaje krytonoska skalnego za gatunek najmniejszej troski (LC, Least Concern). Trend liczebności populacji jest oceniany jako spadkowy ze względu na utratę i degradację siedlisk.